# Ivan Štefanec
Ivan Štefanec (ur. 30 września 1961 w Powaskiej Bystrzycy) – słowacki menedżer i polityk, poseł do Rady Narodowej, deputowany do Parlamentu Europejskiego VIII i IX kadencji.

## Życiorys
W latach 1979–1983 studiował w Wyższej Szkole Ekonomicznej w Bratysławie, następnie zaś podyplomowo anglistykę na Uniwersytecie Komeńskiego (1987–1989).
W latach 1994–2004 pracował na stanowiskach dyrektorskich w spółce Coca-Cola Beverages Slovakia. Był pierwszym prezesem Związku Przedsiębiorców Słowacji, otrzymał tytuł honorowego prezesa tej organizacji. W 2006 został pełnomocnikiem rządu ds. wprowadzenia euro. W tym samym roku uzyskał mandat posła do Rady Narodowej z ramienia SDKÚ-DS, zaś w 2010 reelekcję do parlamentu z listy tego samego ugrupowania. Mandat utrzymał również w 2012. W 2014 był liderem listy wyborczej swojego ugrupowania w wyborach europejskich, uzyskując jeden z dwóch mandatów, które przypadły SDKÚ-DS. W 2015 opuścił swoje dotychczasowe ugrupowanie, dołączając następnie do Ruchu Chrześcijańsko-Demokratycznego. W 2019 z ramienia KDH utrzymał mandat eurodeputowanego na kolejną kadencję.